# Robert Abajyan
Robert Alexander Abajyan (em armênio/arménio:  Ռոբերտ Ալեքսանդրի Աբաջյան; 16 de Novembro de 1996 – 2 de Abril de 2016) foi um jovem sargento do Exército da República do Nagorno-Karabakh (NKR). Foi condecorado, a título póstumo, como "Herói de Artsakh", a maior condecoração militar da NKR.
Abajyan participou num confronto durante várias horas contra uma força militar das Forças Armadas do Azerbaijão durante o Confronto entre a Arménia e o Azerbaijão de 2016. Depois de se ver em risco de ser capturado pelas forças inimigas, Abajyan fingiu que se iria render, contudo, quando as tropas inimigas chegaram perto dele, o militar detonou uma granada e fez-se explodir, ceifando a vida às tropas inimigas que o iriam capturar.
Devido às suas acções, consideradas como heróicas pelas forças da NKR, no dia 8 de Maio de 2016 foi condecorado, a título póstumo, com a Medalha da Águia Dourada, sendo considerado um Herói de Artsakh.

## Biografia

### Serviço militar
Abajyan iniciou o seu serviço militar em 2014. Devido à sua performance como militar, foi rapidamente promovido à classe de sargentos.

#### Confrontos entre a Arménia e o Azerbaijão
Na noite entre o dia 1 e 2 de Abril de 2016, juntamente com as unidades militares da NKR, participou nos confrontos pelo lado da Arménia. Depois do uso de artilharia, grupos militares do Azerbaijão iniciaram um ataque. Sob o comando do capitão Armenak Urfanyan, um pequeno grupo de militares na fronteira da Arménia montaram uma linha de defesa. Depois de falhado o ataque e com a perda de um tanque, as forças do Azerbaijão começaram a retirar para as suas posições iniciais e mantiveram o ataque apenas com fogo de artilharia; nisto, o capitão Urfanyan e Karam Sloyan foram mortos.
Depois da morte do comandante, Robert Abajyan, que havia sofrido ferimentos ligeiros numa das suas pernas, prosseguiu com o esforço de defesa. Depois da penetração das forças do Azerbaijão, consegue retirar da cena de combate um camarada e levou-o para um posto de comando arménio, que estava localizado a 30 metros do foco de combate. Abajyan continuou a combater sozinho a partir deste posto de comando contra um número considerável de militares inimigos. Depois de detectar uma força inimiga a aproximar-se, ele atraiu a atenção destas, levantando as suas mãos, dando a entender que se estava a render, enquanto secretamente segurava uma granada na sua mão. Permitindo que os inimigos se aproximassem, Abajyan detonou a granada, suicidando-se e provocando simultaneamente a morte a vários militares inimigos. No dia 8 de Abril, o seu corpo e o do seu camarada foram encontrados sem vida.

#### Funeral
No dia 11 de Abril, Robert Abajyan foi enterrado no Panteão Militar de Yerablur. A cerimónia tomou lugar em frente à Igreja de São João Baptista, em Yerevan.